# Jerzy Adamek (trener)
Jerzy Adamek (ur. 15 listopada 1946, zm. 7 grudnia 2017) – polski zapaśnik i trener zapasów, związany z klubem WKS Śląsk Wrocław, wychowawca wielu medalistów imprez mistrzowskich. Był zawodowym wojskowym, służbę wojskową zakończył w stopniu majora.

## Życiorys
Pochodził z Piotrkowa Trybunalskiego, ale od 1958 mieszkał we Wrocławiu. Był zawodnikiem klubu Pafawag Wrocław, a jego największym sukcesem było mistrzostwo Polski w stylu klasycznym w kat. 68 kg w 1969. W 1977 stworzył w WKS Śląsku Wrocław sekcję zapasów w stylu klasycznym. Jego zawodnikami był m.in. trzykrotny medalista olimpijski i trzykrotny wicemistrz świata Józef Tracz, dwukrotny wicemistrz świata Bogusław Klozik, wicemistrz Europy Marek Kraszewski, reprezentanci i mistrzowie Polski Artur Michalkiewicz, Mieczysław Tracz, Jacek Jaracz, Marcin Letki. Czterokrotnie wybierano go najlepszym trenerem na Dolnym Śląsku w plebiscycie "Słowa Polskiego" (1987, 1988, 1993, 1994), a w 2003 najlepszym trenerem na Dolnym Śląsku w historii 50 lat Plebiscytu. W grudniu 1996 został odznaczony Krzyżem Kawalerskim Orderu Odrodzenia Polski. W 2004 ustąpił z funkcji pierwszego trenera sekcji i wspierał od tego czasu swój klub jako konsultant.